# Lijst van voetbalinterlands Malta - Roemenië
Deze lijst van voetbalinterlands is een overzicht van alle officiële voetbalwedstrijden tussen de nationale teams van Malta en Roemenië. De landen speelden tot op heden twee keer elkaar. De eerste ontmoeting, een kwalificatiewedstrijd voor het Europees kampioenschap voetbal 2020, werd gespeeld op 10 juni 2019 in Ta' Qali. Het laatste duel, de returnwedstrijd in dezelfde kwalificatiereeks, vond plaats in Ploiești op 8 september 2019.

## Wedstrijden
| № | Plaats   | Datum            | Competitie           | Wedstrijd        | Uitslag |
| - | -------- | ---------------- | -------------------- | ---------------- | ------- |
| 1 | Ta' Qali | 10 juni 2019     | EK 2020 kwalificatie | Malta – Roemenië | 0 – 4   |
| 2 | Ploiești | 8 september 2019 | EK 2020 kwalificatie | Roemenië – Malta | 1 – 0   |

## Samenvatting
| Competitie      | Totaal gespeeld | Winst Malta | Gelijk | Winst Roemenië | Doelsaldo Malta – Roemenië |
| --------------- | --------------- | ----------- | ------ | -------------- | -------------------------- |
| EK-kwalificatie | 2               | 0           | 0      | 2              | 0 − 5                      |
| Totaal          | 2               | 0           | 0      | 2              | 0 − 5                      |

Malta Football Association · A-internationals · Bondscoaches · Statistieken · Maltees vrouwenelftal · Malta U21 · Malta U20 · Malta U19 · Malta U18 · Malta U17 · Malta U16
1957 – 1959 ·
1960 – 1969 ·
1970 – 1979 ·
1980 – 1989 ·
1990 – 1999 ·
2000 – 2009 ·
2010 – 2019 ·
2020 − 2029
1957 · 
1958 · 
1959 · 
1960 · 
1961 · 
1962 · 
1963 · 
1964 · 
1965 · 
1966 · 
1967 · 1968 · 
1969 · 
1970 · 
1971 · 
1972 · 
1973 · 
1974 · 
1975 · 
1976 · 
1977 · 
1978 · 
1979 · 
1980 · 
1981 · 
1982 · 
1983 · 
1984 · 
1985 · 
1986 · 
1987 · 
1988 · 
1989 · 
1990 ·
1991 · 
1992 · 
1993 · 
1994 · 
1995 · 
1996 · 
1997 · 
1998 · 
1999 · 
2000 · 
2001 · 
2002 · 
2003 · 
2004 · 
2005 · 
2006 · 
2007 · 
2008 · 
2009 · 
2010 · 
2011 · 
2012 · 
2013 · 
2014 · 
2015 · 
2016 ·
2017 ·
2018 ·
2019 ·
2020 ·
2021 ·
2022
Albanië ·
Algerije ·
Andorra ·
Angola ·
Armenië ·
Azerbeidzjan ·
België ·
Bosnië en Herzegovina · 
Bulgarije ·
Canada ·
Centraal-Afrikaanse Republiek ·
Cyprus ·
DDR ·
Denemarken ·
Duitsland ·
Egypte ·
Engeland ·
Estland ·
Faeröer ·
Finland ·
Frankrijk ·
Gabon ·
Georgië ·
Gibraltar · 
Griekenland ·
Hongarije ·
Ierland ·
IJsland ·
Indonesië ·
Israël ·
Italië ·
Japan ·
Joegoslavië ·
Jordanië ·
Kaapverdië ·
Kazachstan ·
Koeweit ·
Kosovo ·
Kroatië ·
Letland ·
Libanon ·
Libië ·
Liechtenstein ·
Litouwen ·
Luxemburg ·
Moldavië ·
Nederland ·
Noord-Ierland ·
Noord-Macedonië ·
Noorwegen ·
Oekraïne ·
Oostenrijk ·
Polen ·
Portugal ·
Qatar ·
Roemenië ·
Rusland ·
San Marino ·
Schotland ·
Slovenië ·
Slowakije ·
Spanje ·
Thailand ·
Tsjechië ·
Tsjecho-Slowakije ·
Tunesië · 
Turkije · 
Venezuela · 
Verenigde Arabische Emiraten ·
Verenigde Staten ·
Wales ·
Wit-Rusland ·
Zuid-Afrika ·
Zuid-Korea ·
Zweden ·
Zwitserland
FRF · A-internationals · Selecties · Bondscoaches · Statistieken · Roemeens vrouwenelftal · Olympisch elftal · Roemenië U21 · Roemenië U20 · Roemenië U19 · Roemenië U18 · Roemenië U17 · Roemenië U16
1922 – 1929 · 
1930 – 1939 · 
1940 – 1949 · 
1950 – 1959 · 
1960 – 1969 · 
1970 – 1979 · 
1980 – 1989 · 
1990 – 1999 · 
2000 – 2009 · 
2010 – 2019 · 
2020 – 2029
EK's: 1984 · 
1996 · 
2000 · 
2008 · 
2016 · 
2024
WK's: 1930 · 
1934 · 
1938 · 
1970 · 
1990 · 
1994 · 
1998
OS: 1924 · 
1952 · 
1964 · 
2020
1922 · 
1923 · 
1924 · 
1925 · 
1926 · 
1927 · 
1928 · 
1929 · 
1930 · 
1931 · 
1932 · 
1933 · 
1934 · 
1935 · 
1936 · 
1937 · 
1938 · 
1939 · 
1940 · 
1941 · 
1942 · 
1943 · 
1944 · 
1945 · 
1946 · 
1947 · 
1948 · 
1949 · 
1950 · 
1952 · 
1952 · 
1953 · 
1954 · 
1955 · 
1956 · 
1957 · 
1958 · 
1959 · 
1960 · 
1961 · 
1962 · 
1963 · 
1964 · 
1965 · 
1966 · 
1967 · 
1968 · 
1969 · 
1970 · 
1971 · 
1972 · 
1973 · 
1974 · 
1975 · 
1976 · 
1977 · 
1978 · 
1979 · 
1980 · 
1981 · 
1982 · 
1983 · 
1984 · 
1985 · 
1986 · 
1987 · 
1988 · 
1989 · 
1990 · 
1991 · 
1992 · 
1993 · 
1994 · 
1995 · 
1996 · 
1997 · 
1998 · 
1999 · 
2000 · 
2001 · 
2002 · 
2003 · 
2004 · 
2005 · 
2006 · 
2007 · 
2008 · 
2009 · 
2010 · 
2011 · 
2012 · 
2013 · 
2014 · 
2015 ·
2016 ·
2017 ·
2018 ·
2019 ·
2020 ·
2021 ·
2022 ·
2023
Albanië ·
Algerije ·
Andorra ·
Argentinië ·
Armenië ·
Australië ·
Azerbeidzjan ·
België ·
Bolivia ·
Bosnië en Herzegovina ·
Brazilië ·
Bulgarije ·
Chili ·
China ·
Colombia ·
Congo-Kinshasa ·
Cuba ·
Cyprus ·
DDR ·
Denemarken ·
Duitsland ·
Ecuador ·
Egypte ·
Engeland ·
Estland ·
Faeröer ·
Finland ·
Frankrijk ·
Georgië ·
Griekenland ·
Honduras ·
Hongarije ·
Ierland ·
IJsland ·
Irak ·
Iran ·
Israël ·
Italië ·
Ivoorkust ·
Japan ·
Joegoslavië ·
Kameroen ·
Kazachstan · 
Kosovo · 
Kroatië ·
Letland ·
Liechtenstein ·
Litouwen ·
Luxemburg ·
Malta ·
Marokko ·
Mexico ·
Moldavië ·
Montenegro ·
Nederland ·
Nigeria ·
Noord-Ierland ·
Noord-Macedonië ·
Noorwegen ·
Oekraïne ·
Oostenrijk ·
Paraguay ·
Peru ·
Polen ·
Portugal ·
Rusland ·
San Marino ·
Schotland ·
Servië ·
Slovenië ·
Slowakije ·
Sovjet-Unie ·
Spanje ·
Trinidad en Tobago ·
Tsjechië ·
Tsjecho-Slowakije ·
Tunesië ·
Turkije ·
Turkmenistan ·
Uruguay ·
Verenigde Arabische Emiraten ·
Verenigde Staten ·
Wales ·
Wit-Rusland ·
Zuid-Korea ·
Zweden ·
Zwitserland
Albanië (2016) · 
Frankrijk (2008) · 
Frankrijk (2016) · 
Italië (2008) · 
Nederland (2008) · 
Zwitserland (2016)